# Heinsberg
Heinsberg település Németországban, azon belül Észak-Rajna-Vesztfália tartományban. Lakosainak száma 43 620 fő (2023. december 31.). Heinsberg Geilenkirchen és Gangelt községekkel határos.

## Népesség
A település népességének változása:
| Lakosok száma | 36 378 | 41 538 | 41 673 | 41 946 | 42 888 | 43 476 | 43 620 |
|               | 1975   | 2015   | 2017   | 2019   | 2021   | 2022   | 2023   |